# Marek Belka
Marek Marian Belka (kiejtés:  ['marεk 'bεlka]) (Łódź, 1952. január 9. –) lengyel közgazdász, politikus; 2004 májusa és 2005 októbere között Lengyelország miniszterelnöke, két kormányban is pénzügyminiszter, 2010 óta a Lengyel Nemzeti Bank elnöke.
A lódzi egyetemen közgazdasági diplomát és doktorátust szerzett, majd az Amerikai Egyesült Államokban Fulbright-ösztöndíjjal  posztdoktori képzésen vett részt a chicagói egyetemen.
1990–1996 között tanácsadóként dolgozott a lengyel pénzügyminiszter és a privatizációs miniszter mellett, illetve a központi tervhivatalban. Ugyanebben az időszakban a Világbank tanácsadójaként több projektben vett részt Lengyelországban, Közép- és Kelet-Európában, Oroszországban, Üzbegisztánban és Kínában. 1997–2001 között az albán miniszterelnök tanácsadójaként dolgozott, majd 2002–2003-ban a JP Morgan senior tanácsadója volt.